# Mary Elizabeth McGlynn
Mary Elizabeth McGlynn (Newark, 16 de octubre de 1966) es una actriz, directora de doblaje, escritora y cantante estadounidense. Es conocida por su extensa carrera en el doblaje al idioma inglés de diversos animes. También es famosa por su trabajo como vocalista en varios juegos de la serie Silent Hill y de igual manera por darle voz a los personajes de Mary y María en Silent Hill 2 HD. Es amiga intima del compositor Akira Yamaoka con quien ha trabajado hasta la actualidad en proyectos para distintos Soundtracks de algunos videojuegos como Silent Hill 3, y Shadows of the Damned. Es reconocida por su interpretación de distintos personajes como Motoko Kusanagi en Ghost in the Shell, Nina Williams en Tekken, Bloodberry en Saber Marionette J y Lady Jaguara en Wolf's Rain. Ha tenido varios papeles en películas y series de televisión.

## Filmografía

### Animación/Anime
- .hack//Liminality - Kaoru Asaba
- .hack//SIGN - Helba
- Ah! My Goddess: Flights of Fancy - Hild
- Ai Yori Aoshi - Aoi's Grandmother, Mayu's Mother
- The Avengers: Earth's Mightiest Heroes - Abigail Brand
- Arc The Lad - Mama de Elk, Celinda, Gene (Joven), voces adicionales
- Bastard!! - Thunder Empress Arshes Nei
- Black Jack - Doctor, Jo Carol Brane
- Bleach - Zabimaru
- Code Geass - Cornelia li Britannia
- Cowboy Bebop - Julia, Twinkle Maria Murdock, Samantha Copeland
- Digimon Adventure 02 - Floramon
- Digimon Tamers - Rumiko Makino (Mama de Rika), Pajiramon
- Digimon Frontier - Ophanimon, Salamon
- Digimon Data Squad - Sarah Damon
- Digimon Fusion - Pickmons, Mrs. Kudo
- El Hazard - Diva
- Eureka Seven - Mischa, Maurice
- Freedom - Anna Marie, voces adicionales
- Fullmetal Alchemist: Brotherhood - Briggs Doctor (Ep. 34), Doctor's Wife (Ep. 44)
- Fushigi Yūgi - Nuriko/Kourin
- Gate Keepers - Jun Thunders
- Geneshaft  - Sofia Galgalim, Lily Porter
- Giant Robo - Youshi Sumeju (Animaze dub)
- Ghost in the Shell: Stand Alone Complex/2nd GIG/Solid State Society - Major Motoko Kusanagi
- Gungrave - Miranda
- Idol Project - Yurie
- Karas - Tsuchigumo
- Kekkaishi - Aihi, Shirahago
- Kurokami - Mikami Hojo
- Legend of Black Heaven - Hamil
- Marvel Anime: Iron Man - Sandra (Ep. 9)
- Marvel Anime: X-Men - Marsh, Riko Nirasaki
- Naruto - Kurenai Yuhi, Koharu Utatane, Shiore
- Naruto Shippuden - Kurenai Yuhi, Koharu Utatane, Katsuyu, Shiore, Mei Terumī, Nekobaa
- Nightwalker - Witch/Blind Woman
- Outlaw Star - "Hot Ice" Hilda, Reiko Ando, Rachael Sweet
- Persona 4: The Animation - Naoto Shirogane (sin acreditar), Noriko Kashiwagi sin acreditar), Old Woman (sin acreditar)
- Planetes - Female Insurance Salesman
- Reign: The Conqueror - Cassandra
- The Replacements - Mrs. Kelpman, Mrs. Zupeck
- Rurouni Kenshin - Shura (Eps. 25-27), Tsunan Tsukioka (Joven)
- Saber Marionette J Again - Bloodberry
- Serial Experiments Lain - Lain's Navi
- Shinzo - Ungra
- Steven Universe - Dr. Priyanka Maheswaran
- Stitch! - Delia
- Street Fighter II V - Doctor Hanna (Ep. 11)
- Sugar, A Little Snow Fairy - Cheryl
- Vandread - Jura Basil Elden
- Witch Hunter Robin - Jean (doll), Mamoru Kudō
- Wolf's Rain - Lady Jaguara
- X - Kanoe

### Videojuegos
- .hack//Infection - Helba (como Mary McGlynn)
- .hack//Mutation - Helba (como Mary McGlynn)
- .hack//Outbreak - Helba (como Mary McGlynn)
- .hack//Quarantine - Helba (como Mary McGlynn)
- .hack//G.U. vol.1//Rebirth - Bordeaux, News Announcer
- .hack//G.U. vol.2//Reminisce - Bordeaux, News Announcer, Toru Uike
- .hack//G.U. vol.3//Redemption - Bordeaux, News Announcer, Toru Uike
- Ace Combat 5: The Unsung War - Vocalist - The Journey Home
- Alpha Protocol - SIE
- Ar tonelico: Melody of Elemia - Mir (sin acreditar)
- Baroque - Eliza (sin acreditar)
- Brave Fencer Musashi - Hilda (como Anna Top)
- Bushido Blade 2 - Red Shadow (como Melissa Williamson)
- Darksiders II - Uriel, Nephilim Whisper 5, Human Soul 3
- Death by Degrees - Nina Williams (sin acreditar)
- Devil May Cry 3 - Nevan (sin acreditar)
- Devil May Cry 4 - Echidna (sin acreditar)
- Diablo III - Female Crusader
- Digimon Rumble Arena - Takato Matsuki, Gatomon/Magnadramon (como Mary E. McGlynn)
- Dirge of Cerberus -Final Fantasy VII- - Rosso the Crimson
- Drakengard - Undine (sin acreditar)
- Eternal Sonata - Captain Dolce (sin acreditar)
- EverQuest II: Kingdom of Sky - Voces adicionales
- Final Fantasy XIII - Nora Estheim
- Final Fantasy XIII-2 - Voces Adicionales
- Final Fantasy XIV: A Realm Reborn - Hydaelyn
- Ghost in the Shell: Stand Alone Complex - Major Motoko Kusanagi
- Gods Eater Burst - Tsubaki Amamiya
- Kholat - Farewell
- Killer Is Dead - Betty
- Magna Carta 2 - Mare Queen
- Marvel Avengers: Battle for Earth - Queen Veranke, Maria Hill
- Marvel Heroes 2016 - Jessica Jones, Moondragon
- Naruto: Clash of Ninja Revolution 2 - Kurenai Yuhi
- Naruto Shippūden: Clash of Ninja Revolution 3 - Kurenai Yuhi
- Naruto: Ultimate Ninja - Kurenai Yuhi
- Naruto: Ultimate Ninja 2 - Kurenai Yuhi
- Naruto: Ultimate Ninja 3 - Kurenai Yuhi
- Naruto: Ultimate Ninja Heroes - Tsunade
- Naruto: Ultimate Ninja Heroes 2, The Phanthom Fortress - Tsunade
- Naruto: Ultimate Ninja Storm - Tsunade, Kurenai Yuhi
- Naruto Shippuden: Ultimate Ninja Storm 2 - Kurenai Yuhi
- Naruto Shippuden: Ultimate Ninja Storm Generations - the 5th Mizukage Mei Terumi
- Naruto Shippuden: Ultimate Ninja Storm 3 - the 5th Mizukage Mei Terumi
- Neverwinter Nights 2: Storm of Zehir - Lastri, Prioress, Ginni Lannon, Voces adicionales
- Otogi: Myth of Demons - Princess (sin acreditar)
- Phase Paradox - Renee Hearn, Nash Lynyrd (como Melissa Williamson)
- Resident Evil 6 - Lepotitsa
- Rumble Roses XX - Evil Rose, Noble Rose (sin acreditar)
- Saints Row: The Third - Voces adicionales
- Silent Hill 2 - Mary y Maria (HD Collection)
- Spider-Man: Web of Shadows - Spider-Woman (PS2/PSP version)
- Street Fighter X Tekken - Nina Williams
- Supreme Commander - General Clarke
- Tekken 5 - Nina Williams, Space Shuttle Announcer (Modo Historia, sin acreditar)
- Tekken 5: Dark Resurrection - Nina Williams, Space Shuttle Announcer (Modo Historia, sin acreditar)
- Tekken 6 - Nina Williams, Voces adicionales (Modo campaña, sin acreditar)
- Tekken 6: Bloodline Rebellion - Nina Williams, Voces adicionales (Modo campaña, sin acreditar)
- Tekken Tag Tournament 2 - Nina Williams, Emma Kliesen (sin acreditar)
- The Bouncer - Echidna (como Melissa Williamson)
- Top Gun: Fire at Will - Sang Highway to the Danger Zone for the intro movie
- Untold Legends: The Warrior's Code - Captain Seras (sin acreditar)
- Vampire: The Masquerade – Bloodlines - Pisha the Nagaraja (Flesh-eating Kindred Witch)
- Vampire: The Masquerade – Redemption - Ecaterina the Wise (Brujah Clan Elder)
- Xenosaga Episode III: Also sprach Zarathustra - Doctus
- Xenoblade Chronicles X - Voz Avatar Femenino

### Televisión
- Dave's World — Olivia, "The Importance of Missing Earnest"
- Murder, She Wrote — Karen Reisner, "Mrs. Parker's Revenge"
- Quantum Leap — Sue Anne Winters, "Memphis Melody"
- Renegade — Jane Prescott, "Father's Day"
- Silk Stalkings — Helen Rafferty, "Appearences"
- Star Trek: Voyager — Daelen, "Vis à Vis"
- Walker, Texas Ranger — Merilee Summers, "Right Man Wrong Time"
- Xena: Warrior Princess — Pandora, "Cradle of Hope"
- Sister, Sister — Dra. Wilson, "Two's Company"
- Vanishing Son — Gwyneth Parnell, "Birds of Paradise"

### Documentales
- Adventures in Voice Acting - Ella misma
- Anime: Drawing A Revolution - Narradora

## Música
- Ace Combat 5: The Unsung War — "The Journey Home" (sin acreditar)
- Dance Dance Revolution EXTREME — "You're Not Here" (como Heather) y "Your Rain (Rage Mix)"
- Dishonored - "Honor For All"
- Karaoke Revolution: Volume 3 — "Waiting For You"
- Shadows of the Damned - "Take Me to Hell (Broken Dreams)", "As Evil As Dead" y "Different Perspectives"
- Silent Hill 3 — "Lost Carol", "I Want Love", "Letter - From the Lost Days" "You're Not Here" (como Melissa Williamson), "Float Up from Dream" (monólogo de Claudia Wolf)
- Silent Hill 4: The Room — "Waiting for You", "Room of Angel", "Tender Sugar", y "Your Rain"
- Silent Hill Homecoming — "One More Soul to the Call", "Elle Theme", "This Sacred Line" y "Alex Theme"
- Silent Hill: Origins — "Blow Back", "Shot Down In Flames", "O.R.T." y "Hole In The Sky" (como Mary Elizabeth)
- Silent Hill: Shattered Memories — "Always on My Mind", "When You're Gone", "Acceptance" y "Hell Frozen Rain"
- Silent Hill: Downpour — "Intro Perp Walk" y "Bus to Nowhere."
- Silent Hill: Book of Memories —- "Now We're Free" y "Love Psalm"
- Silent Hill — "Letter - From the Lost Days", "Lost Carol", "You're Not Here"
- Silent Hill: Revelation 3D  — "Silent Scream"
- Top Gun: Fire At Will — "Danger Zone" (Fire At Will Remix)
- Julia X 3D - "Julia's Wish"